# Canh Liên
Canh Liên là một xã thuộc tỉnh Gia Lai, Việt Nam.
Xã Canh Liên có diện tích 331,67 km², dân số năm 2025 là 2.357 người, mật độ dân số đạt 7 người/km².

## Hành chính
Xã Canh Liên được chia thành 8 làng: Canh Tiến, Cát, Chồm, Hà Giao, Kà Bông, Kà Bưng, Kà Nâu, Kon Lót.